# Cromlechs von Mandale
Die Cromlechs von Mandale 1–5 (auch Mairubaratzak cromlech genannt) liegen nördlich des Monte Mandale, westlich der spanischen Grenzgemeinde Ibardin, in der Nähe des Col d'Ibardin im Département Pyrénées-Atlantiques in Frankreich  an der Grenze zur Merindade Pamplona in der Provinz Navarra in Spanien. Der Pass ist der westlichste in den Pyrenäen in Richtung Biskaya und über die D 404 erreichbar.
Die fünf Steinkreise sind aus lokalem Quarzit, aus Blöcken verschiedener Größen gebildet. Sie haben etwa 9,0, 8,0, 6,5, 6,0 und 5,0 m Durchmesser. Cromlech Nr. 1 ist der am meisten beschädigte, da ihn ein Weg kreuzt und einige Orthostaten fehlen. Die übrigen Kreise sind nahezu vollständig. Die fünf Cromlechs wurden 1952 von José Miguel Barandiaran (1889–1991) entdeckt und ausgegraben.

## Kontext
Die Steinkreise in den Pyrenäen haben Durchmesser zwischen 2,0 und 13 Metern. Sie bestehen aus einer unterschiedlichen Anzahl von Steinen. Die Cromlechs, die heute noch mehr oder weniger vollständig sind, bestehen aus 8 bis 50 Orthostaten. Diese können Steinplatten oder Steinblöcke sein, je nach der Geologie der Umgebung. Es gibt in der Region zwei Arten von Cromlechs. Die einen sind leere Kreise. Die anderen haben eine Grabstruktur im Inneren. Selten umgeben sie einen Dolmen, wie beim Dolmen von Pozontarri. Es gibt Cromlechs, in denen einer der Orthostaten wegen seiner Höhe auffällt. Es handelt sich dabei um einen Monolith oder Menhir. Manchmal sind isolierte Menhire zu finden. Die Cromlechs im Baskenland sind Grabstätten, in denen Reste (Asche) von Feuerbestattungen zu finden sind. Auffällig ist – wie J. Altuna 1977 schrieb – “das plötzliche Verschwinden der Cromlech im Leizaran-Tal, im Herzen des Baskenlandes”. Die Cromlechs scheinen hauptsächlich mit den Vascones verbunden zu sein. Viele sind auf der Ostseite des Landes zu finden (Navarra, Nieder-Navarra und im Osten von Gipuzkoa), einschließlich Adarra. Hingegen gibt es in der Bergkette von Uzturre – Ipuliño gar keine Cromlechs. Wenn man vom Zentrum aus weiter nach Westen geht, findet man lediglich Ausnahmen wie in Aralar oder in der Bizkaia, die die Regel bestätigen.
In der Nähe liegen der Mandale Tumulus (auch Mandale Tumulua) und die Dolmen d'Erentzu, Galbario, Lezante Hego, Lezante Nord und Mokoa sowie der Menhir von Xoldokogña, alle bei Urrugne in den Pyrenäen.